# Zlatá studánka

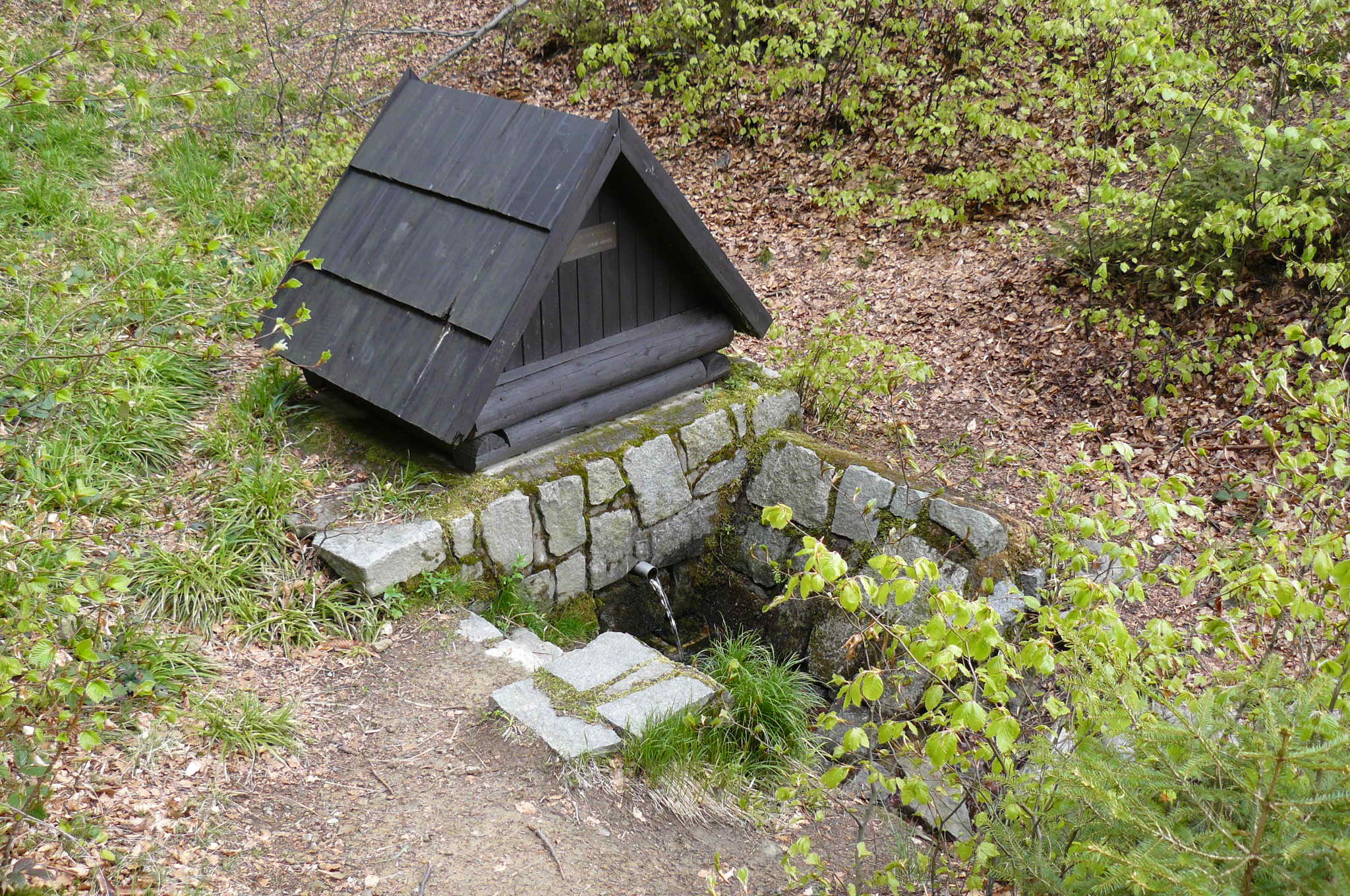
Zlatá studánka

Zlatá studánka – obudowane źródło, będące punktem orientacyjnym, zlokalizowane na terenie Českotřebovskiej vrchoviny, w pobliżu miasta Česká Třebová oraz wsi Kozlov i Strakov (Kraj pardubicki).
Źródło bije około 400 metrów na zachód od wzniesienia 603 m n.p.m., zwanego przez znakarzy szlaków turystycznych Nad Zlatou studánkou. Jest jednym z miejsc, gdzie zaczynają się źródliskowe cieki, tworzące Končínský potok - prawy dopływ Loučnej, która z kolei uchodzi do Łaby w rejonie Pardubic. Przy Studzience przechodzi czerwony szlak, łączący na tym odcinku Litomyšl z Česką Třebovą. W pobliżu przechodzą też dwa inne szlaki (zielony i żółty).
Źródło zostało zagospodarowane (obudowane) w 1995 przez firmę LTM Litomyšl, zajmującą się hydrotechniką (świadczy o tym stosowna tabliczka pamiątkowa). Obudowę stanowi łożysko z kostek granitowych i drewniana nadbudowa. Otoczenie tworzy silnie zalesiona górna część doliny znana jako Benkův Les. Dojście od strony Litomyšli jest mocno porośnięte krzewami i przez to sprawia pewne trudności orientacyjne. 